# Petite capitale l culbuté
Cette page contient des caractères spéciaux ou non latins. S’ils s’affichent mal (▯, ?, etc.), consultez la page d’aide Unicode.
l, appelé petite capitale l culbuté, est une lettre additionnelle de l’écriture latine qui a été utilisée dans la transcription de Franz Boas de certaines langues d’Amérique du Nord.

## Utilisation
Alexander John Ellis utilise la petite capitale l culbuté comme lettre minuscule, avec comme majuscule un l majuscule culbuté ‹ Ꞁ ›, dans le Palaeotype qu’il utilise dans une description phonétique du moyen anglais de Shakespeare et Chaucer publiée en 1869.
Henry Sweet utilise la petite capitale l culbuté dans son alphabet romique de 1877 pour représenter un « l guttural »,.

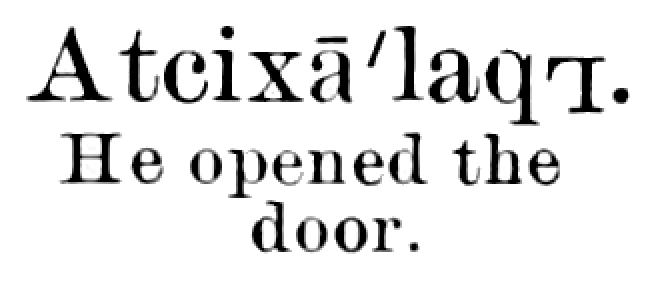
Le mot chinook « Il ouvrit la porte » utilisant la petite capitale l cubluté, dans Boas 1894.

Franz Boas utilise la petite capitale l culbuté ‹ Ꞁ › pour représenter un l palatal postérieur [d͡l] dans un recueil de textes chinooks publié en 1894, un article décrivant le kwak’wala (kwakiutl) de 1900 et une recueil de textes kathlamet publié en 1901. Boas remplacera ce symbole par la petite capital l point souscrit ‹ ʟ̣ ›.

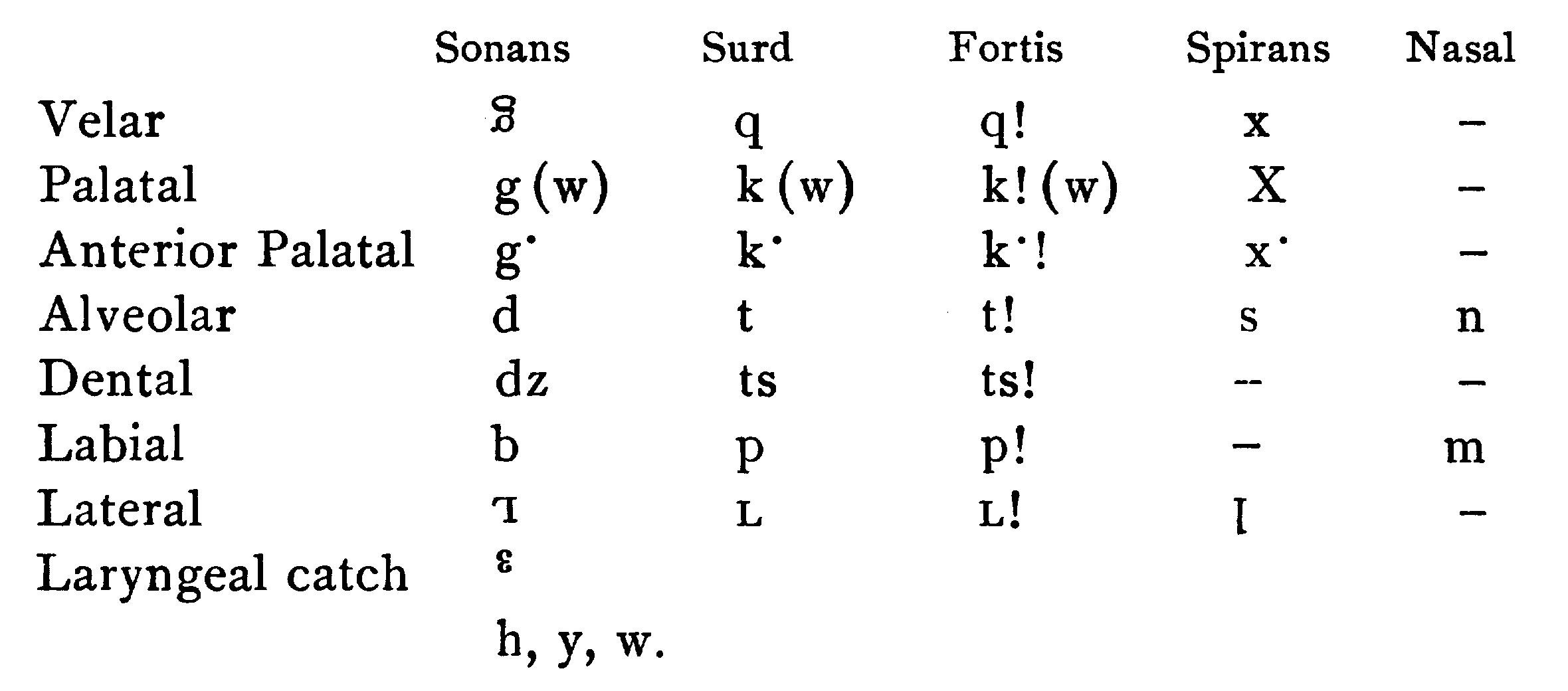
Tableau des consonnes kwak’wala dans Boas 1900.

## Représentations informatiques
La petite capitale l culbuté n’a pas de code propre dans Unicode mais peut être représentée avec le formatage du l culbuté ‹ l › en petite capitale.